# ألعاب القوى البارالمبية

شعار الاتحاد الدولي لألعاب القوى لذوي الاحتياجات الخاصة

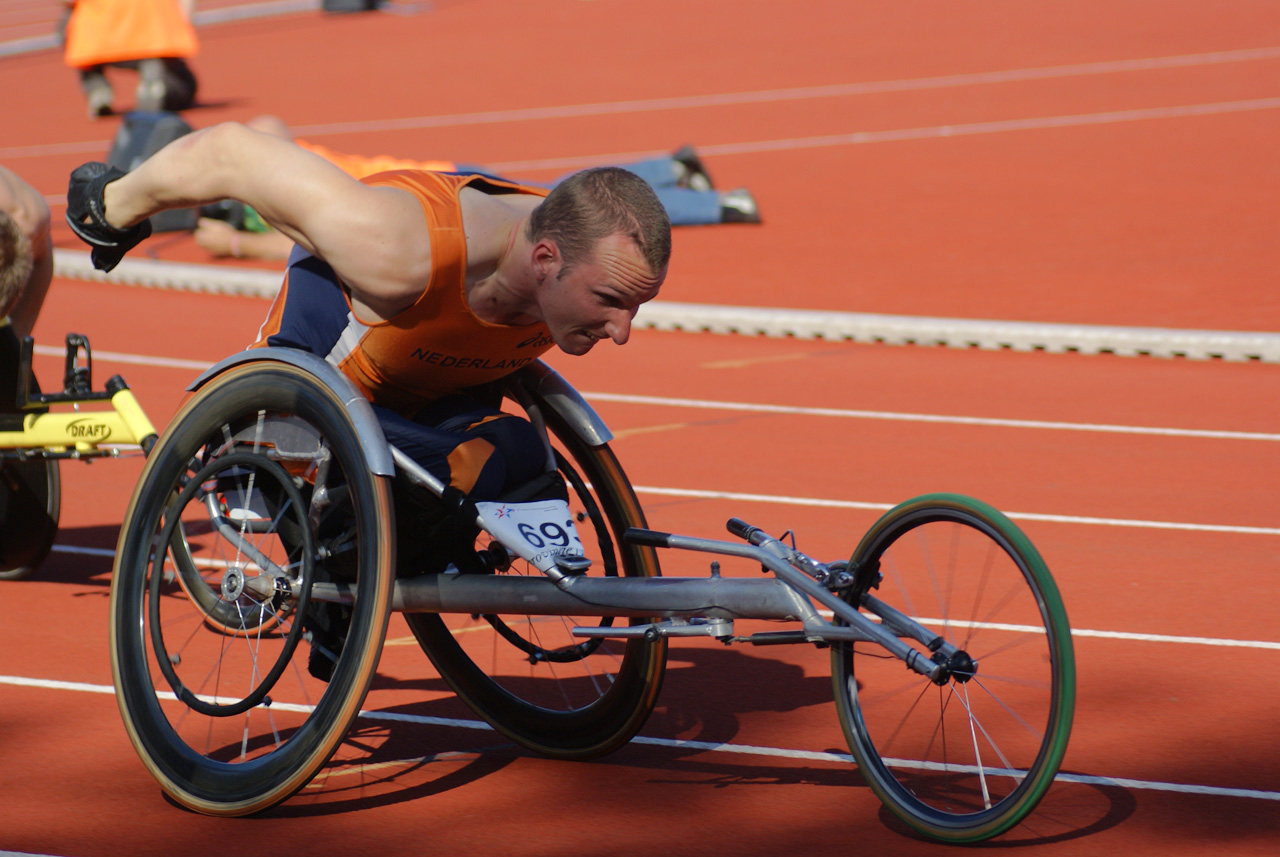
كيني فان ويجيل في كرسيه المخصص للسباق في بطولة العالم لألعاب القوى لذوي الإعاقة 2006

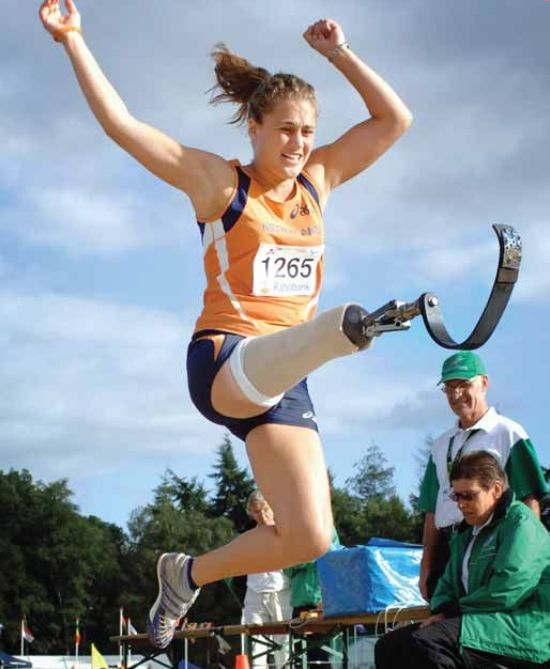
أنيت روزن تتنافس في مسابقة القفز الطويل باستخدام ساقها الاصطناعية.

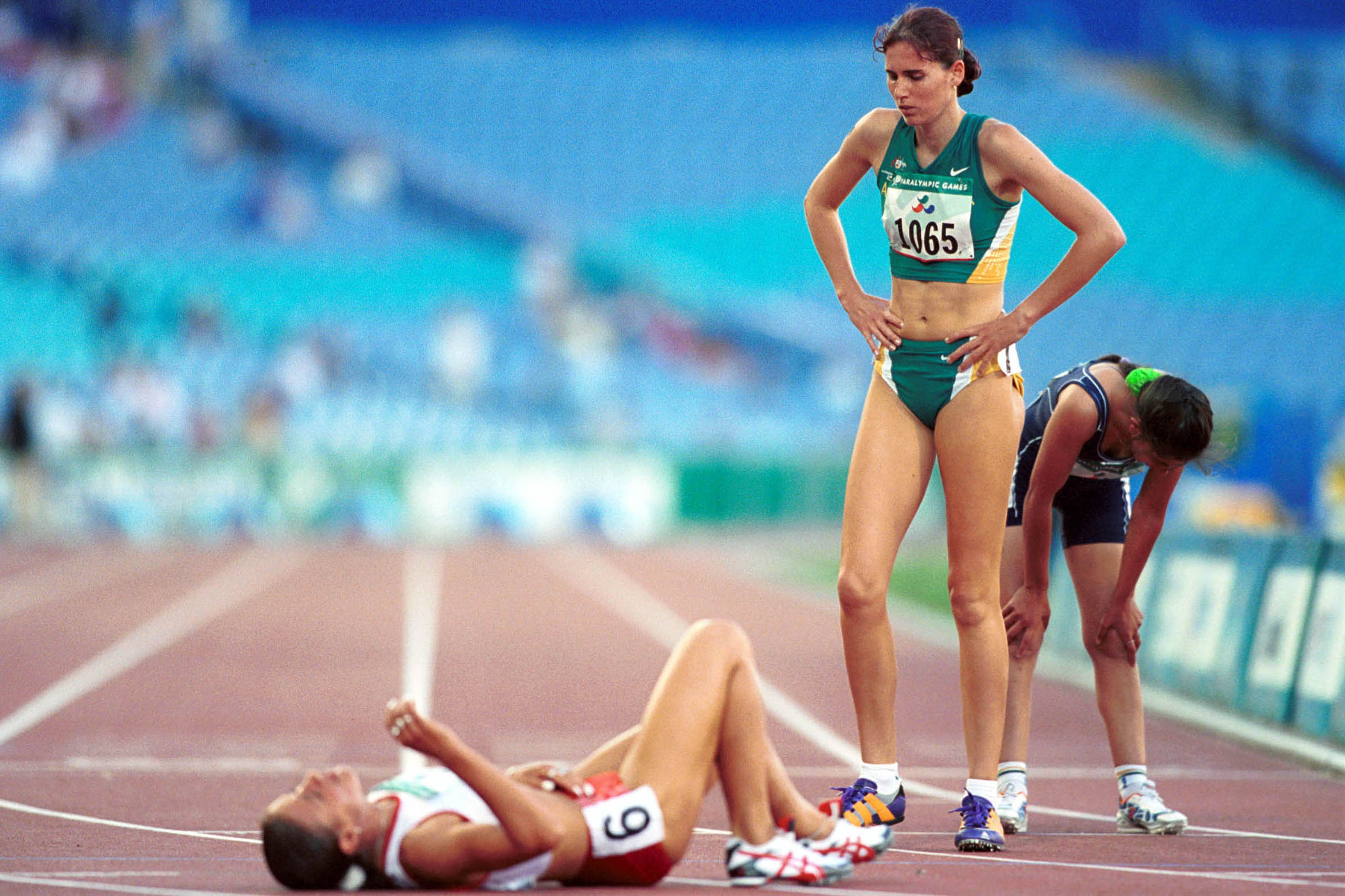
الرياضيون من ذوي الإعاقة الذهنية بعد السباق في دورة الألعاب البارالمبية الصيفية لعام 2000

ألعاب القوى البارالمبية هي ممارسة ألعاب القوى من قبل الأشخاص ذوي الإعاقة كرياضة بارالمبية. معظم فعاليات ألعاب القوى ضمن رياضة ذوي الاحتياجات الخاصة هي نفس الفعاليات المتاحة للأشخاص الأصحاء، مع استثناءين رئيسيين هما سباق الكراسي المتحركة ورمي العصا. تُعرف هذه الرياضة بأسماء مختلفة، بما في ذلك ألعاب القوى لذوي الاحتياجات الخاصة، وألعاب المضمار والميدان لذوي الاحتياجات الخاصة، وألعاب القوى البارالمبية. يمكن أن يطلق على المتنافسين من المستوى الأعلى اسم الرياضيين النخبة ذوي الإعاقة.
يُنَظَّم المتنافسين عادة في ثلاث فئات رئيسية: الرياضات الخاصة بالصم، والرياضيون من ذوي الإعاقة الجسدية، والرياضيون من ذوي الإعاقة الذهنية. يتنافس الرياضيون الصم عادة فيما بينهم، في حين يُقيَّم الرياضيين ذوي الإعاقات الجسدية والذهنية ويصنفون وفق تصنيفات ألعاب القوى البارالمبية، التي تجمع الرياضيين من ذوي مستويات القدرة المتشابهة. تدار هذه التصنيفات من قبل اللجنة البارالمبية الدولية (IPC) وتتكون من حرف واحد ورقم: T للمضمار أو F للميدان، ثم رقم يحدد مستوى القدرة. في المنافسات، قد تقام الفعاليات بين رياضيين من نفس الفئة إذا كانت الأعداد كافية، وإلا فقد يتنافس مجموعة من الفئات المتشابهة في نفس الفعالية. يمكن استخدام نظام تسجيل النقاط Raza في الفعاليات الميدانية للسماح للرياضيين ذوي القدرات المختلفة بالتنافس المباشر.
تعمل الحوكمة الدولية خارج الهيئة الحاكمة لرياضة الأشخاص الأصحاء الاتحاد الدولي لألعاب القوى (حتى عام 2019: IAAF) وتنقسم بدلاً من ذلك بين فئات مختلفة. حيث تشرف على ألعاب القوى اللجنة الدولية لرياضة الصم (CISS)، بينما تُشرف اللجنة الفرعية لألعاب القوى البارالمبية التابعة للجنة البارالمبية الدولية (IPC) على ألعاب القوى للمعاقين جسديًا. أما ألعاب القوى للمعاقين ذهنيًا فيُشرف عليها الاتحاد الدولي للرياضة للأشخاص ذوي الإعاقة الذهنية (INAS). هناك أيضًا منظمات متخصصة في حالات معينة، مثل الاتحاد الدولي للرياضات القزمية والاتحاد الدولي لألعاب القوى للأشخاص ذوي متلازمة داون.  تُعدل قواعد الرياضة من تلك التي وضعتها الاتحاد الدولي لألعاب القوى، حيث تكون غالبية القواعد لألعاب القوى البارالمبية مشابهة لتلك الخاصة بالمنافسات للأشخاص غير المعاقين، مع استثناءات تأخذ في الاعتبار قدرات المتنافسين، مثل استخدام إشارة بصرية بدلاً من مسدس البداية في سباقات الصم. 
كانت ألعاب القوى البارالمبية واحدة من الرياضات في الألعاب البارالمبية منذ عام 1960،  رغم أن الرياضيين الصم والرياضيين ذوي الإعاقة الذهنية يتنافسون بشكل منفصل في الألعاب البارالمبية للصم والألعاب العالمية للأولمبياد الخاص على التوالي. البطولات العالمية الثلاث الكبرى الخاصة بألعاب القوى البارالمبية هي بطولة العالم لألعاب القوى لذوي الاحتياجات الخاصة، وبطولة العالم لألعاب القوى للصم، وبطولة العالم لألعاب القوى INAS. تُستضاف مسابقات ألعاب القوى البارالمبية الأخرى ضمن دورة الألعاب العالمية IWAS وألعاب والألعاب الدولية INAS. 
اسم الرياضة مشتق من دمج كلمتي “بارالمبية” و"ألعاب القوى" – المصطلح الأول نفسه هو دمج لكلمتي “شلل نصفي” و"أولمبي"، رغم أنه أصبح الآن يصف ألعاب القوى لجميع الإعاقات. بعض المتنافسين في ألعاب القوى البارالمبية (خاصة الصم، والمكفوفين، والرياضيين المبتورين) يتنافسون أيضًا في فئة الرياضيين غير المعاقين، رغم أن المسابقات التي تضم مزيجًا من الرياضيين النخبة ذوي الإعاقة وغير المعاقين لا تُصنف عادةً كألعاب قوى بارالمبية.

## التصنيف

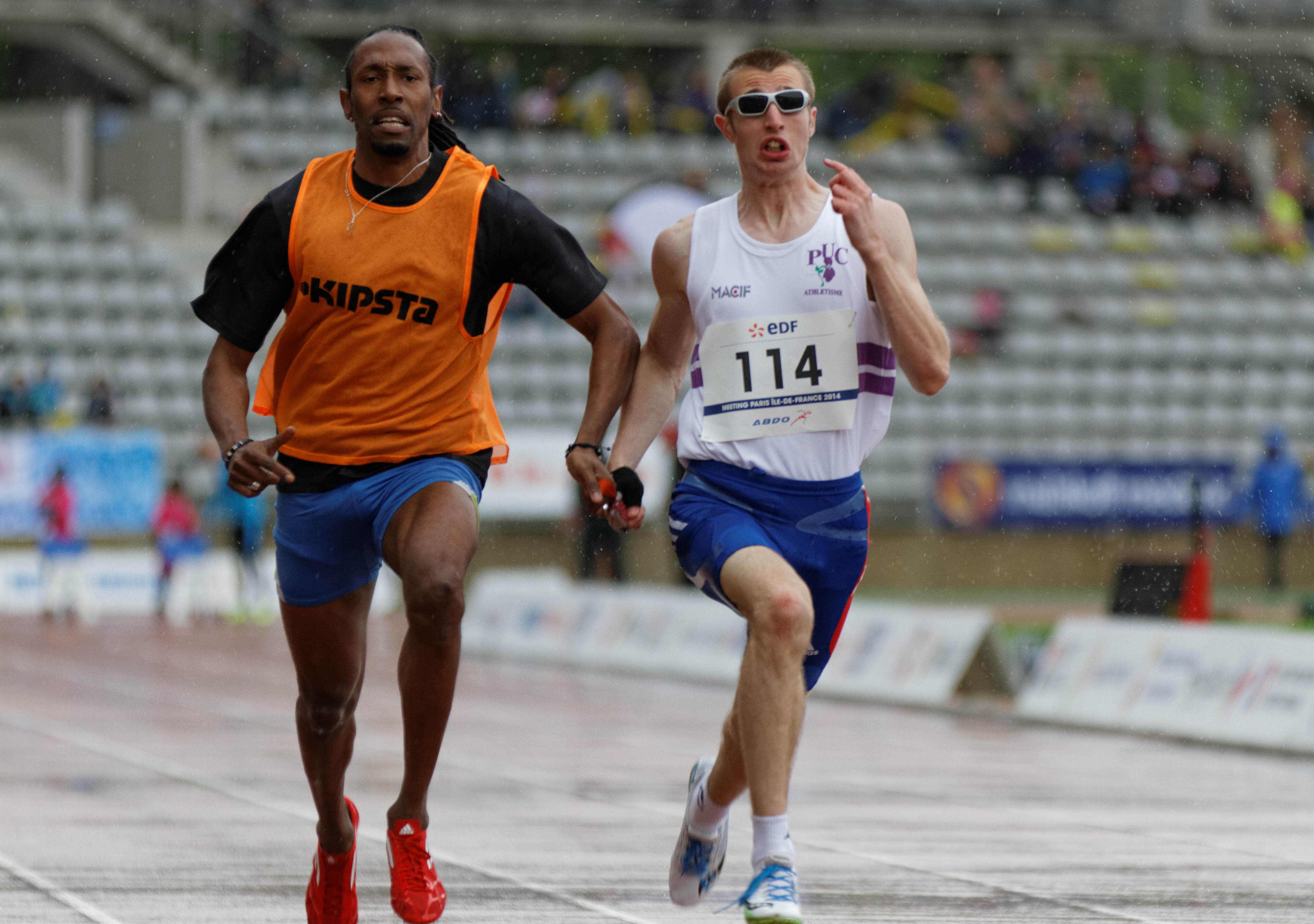
تيموثي أدولف ومرشده المبصر سيدريك فيليب

في المسابقات على مستوى النخبة، يصنف المتنافسين حسب الإعاقة، لترتيب الرياضيين ذوي الإعاقة المماثلة في نفس الفعالية. على سبيل المثال، الرياضي المصنف في فئة T12 هو رياضي مضمار يعاني من ضعف بصري.
- F = الرياضيون الميدانيون
- T = رياضيو المضمار
- 11–13 = ضعف البصر . 11 و 12 يتنافسان مع مرشد مبصر .
- 20 = ضعف عقلي
- 31-38 = شلل دماغي
- 40-41 = التقزم
- 42–46 = البتر، وغيره
- 51–57 = كرسي متحرك

في سباقات الكراسي المتحركة، سباقات الكراسي المتحركة، يتنافس الرياضيون في كراسي سباق خفيفة الوزن. تحتوي معظم سباقات الماراثون الكبرى على فئات لسباقات الكراسي المتحركة، ويتفوق المتسابقون النخبة في هذه الفئة بشكل مستمر على العدائين على الأقدام

## الفعاليات
يتنافس الرياضيون البارالمبيون في الفعاليات التالية. لاحظ أنه قد لا تضمن جميع الفعاليات في بطولة معينة، وقد لا تكون جميع الفعاليات مفتوحة لجميع التصنيفات:
| المضمار                 | المضمار          | المضمار             | المضمار                             | الطريق    | الميدان                                 | الميدان                                 | مجموع الفعاليات |
| سباقات السرعة           | مسافة متوسطة     | مسافة طويلة         | التتابع                             | الطريق    | القفزات                                 | رميات                                   | مجموع الفعاليات |
| ----------------------- | ---------------- | ------------------- | ----------------------------------- | --------- | --------------------------------------- | --------------------------------------- | --------------- |
| 100 متر 200 متر 400 متر | 800 متر 1500 متر | 5000 متر 10,000 متر | 4 × 100 متر تتابع 4 × 400 متر تتابع | الماراثون | القفز الطويل القفز الثلاثي القفز العالي | رمي الجلة رمي القرص رمي الرمح رمي العصا | الخماسي         |

## الجائزة الكبرى
في عام 2017، تم تغيير الاسم من الجائزة الكبرى لألعاب القوى IPC إلى الجائزة الكبرى لألعاب القوى البارالمبية العالمية. يهدف هذا التغيير إلى تطوير هذه الرياضة وكذلك تصنيف الرياضيين والحصول على الحصة البارالمبية. تتكون السلسلة السنوية من مسابقات النخبة في ألعاب المضمار والميدان من ستة إلى تسعة من أفضل اجتماعات ألعاب القوى الرياضية. 
منذ عام 2013، موسم الجائزة الكبرى السنوي.
منذ عام 2016، أصبح متسابقو الكراسي المتحركة جزءًا من سلسلة من سلسلة سباقات الماراثون العالمية World Marathon Majors.
1. سباق الجائزة الكبرى لألعاب القوى IPC 2013 - 7 لقاءات
2. بطولة العالم لألعاب القوى لذوي الاحتياجات الخاصة - الجائزة الكبرى 2014 - 9 لقاءات
3. جائزة ألعاب القوى الكبرى للجنة الأولمبية الدولية 2015 - 9+1 اجتماعات
4. بطولة الجائزة الكبرى لألعاب القوى IPC 2016 - 9+1 لقاءات
5. الجائزة الكبرى لألعاب القوى لذوي الاحتياجات الخاصة 2017 - 9 لقاءات
6. الجائزة الكبرى لألعاب القوى لذوي الاحتياجات الخاصة 2018 - 9 لقاءات
7. الجائزة الكبرى العالمية لألعاب القوى لذوي الاحتياجات الخاصة 2019 - 9 لقاءات
8. بطولة العالم لألعاب القوى لذوي الاحتياجات الخاصة 2020 - 9 لقاءات (تم إلغاء جميع الأحداث) موسم بطولة العالم لألعاب القوى لذوي الاحتياجات الخاصة 2020: تحديث الحالة
9. جائزة العالم الكبرى لألعاب القوى لذوي الاحتياجات الخاصة 2021 - 6 لقاءات
10. جائزة العالم الكبرى لألعاب القوى لذوي الاحتياجات الخاصة 2022 - 7 لقاءات
11. جائزة العالم الكبرى لألعاب القوى لذوي الاحتياجات الخاصة 2023 - 6 لقاءات

## وصلات خارجية
- ألعاب القوى البارالمبية على موقع اللجنة البارالمبية الدولية